# Wilchuwatka (rejon kupiański)
Wilchuwatka (ukr. Вільхуватка) – wieś na Ukrainie, w obwodzie charkowskim, w rejonie kupiańskim, siedziba hromady. W 2001 liczyła 1294 mieszkańców.